# Histoire militaire du Mexique pendant la Seconde Guerre mondiale

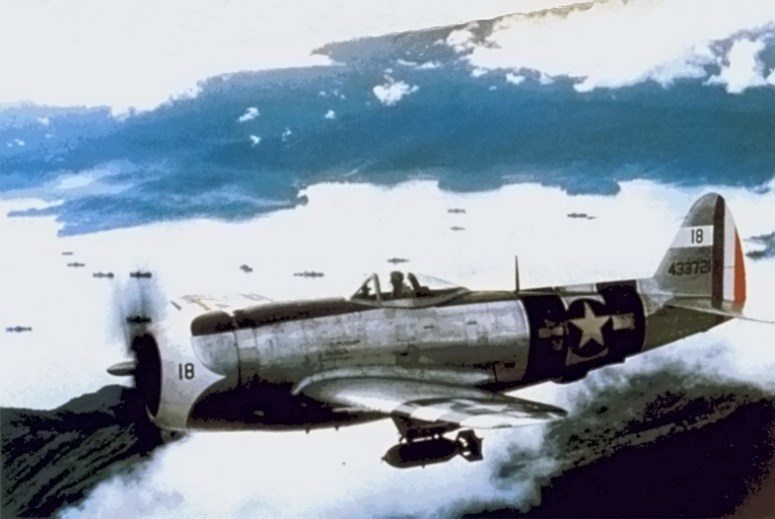
Un Republic P-47 Thunderbolt de l'escadron 201 aux Philippines pendant la Seconde Guerre mondiale.

L'histoire militaire du Mexique pendant la Seconde Guerre mondiale débute en mai 1942, lorsque le gouvernement du général Manuel Ávila Camacho déclare la guerre à l'Allemagne, à l'Italie et au Japon le 28 mai.
Avec l'investiture de Camacho, la tendance à une plus grande coopération avec les États-Unis s'est accélérée alors que la Seconde Guerre mondiale semblait certaine d'impliquer d'autres nations. Le Mexique a rompu ses relations avec les puissances de l'Axe à la suite de son attaque contre la base américaine de Pearl Harbor le 7 décembre 1941 et a étendu les droits de la marine américaine, participant à une commission de défense conjointe avec les États-Unis. Cependant, le grand public mexicain n'a pas souhaité s'impliquer dans un conflit international. 
Le 22 mai 1942, à la suite du torpillage de deux pétroliers dans le golfe du Mexique, le SS Potrero del Llano et le SS Faja de Oro par des sous-marins allemands U-106 et U-564, le Mexique se déclare en état de guerre avec les puissances de l'Axe. Le Mexique institue le service militaire national en 1942 ainsi que la défense civile. L'ancien président Lázaro Cárdenas (1934-1940) sert l'administration d'Avila Camacho en tant que ministre de la Défense, et s'avère être le principal négociateur avec l'armée américaine sur « la surveillance radar, les droits de débarquement, les patrouilles navales et les chaînes de commandement »,. 
Durant tout le conflit, la population mexicaine demeure indifférente ou hostile à la guerre. L'institution de la conscription a conduit à de violentes protestations, incitant le gouvernement mexicain à exempter les conscrits du service à l'étranger, contribuant ainsi à apaiser les troubles civils. Cependant, les citoyens mexicains vivant aux États-Unis ont été enrôlés dans l'armée américaine, avec un taux de pertes élevé.
La seule unité de combat de l'armée mexicaine ayant combattu lors du Second conflit mondial est l'Escuadrón 201, également connu sous le nom d'Aigles aztèques. Ce groupe comprenait plus de 300 volontaires, qui se sont entraînés aux États-Unis pour lutter contre l'empire du Japon. Ce fut également la première unité militaire mexicaine entraînée au combat outre-mer,.
Bien que la plupart des pays de l'hémisphère occidental soient finalement entrés en guerre aux côtés des Alliés, le Mexique et le Brésil étaient les seuls pays d'Amérique latine à envoyer des troupes combattre à l'étranger. Certains participèrent au débarquement du 6 juin 1944. L'un des plus connus est le pilote de chasse Luis Pérez Gómez abattu le 19 juin 1944. Il repose au cimetière du village de Sassy. D'autres participèrent sous l'uniforme américain à la bataille des Ardennes. Parmi eux, le sergent José Mendoza López (en) qui reçut les plus hautes distinctions militaires des États-Unis pour ses faits d'armes (Medal of Honor et Purple Heart), notamment la neutralisation à lui seul lors d'un combat de plus de cent soldats ennemis.
La coopération du Mexique et des États-Unis pendant la Seconde Guerre mondiale a contribué à la réconciliation entre les deux pays au niveau des dirigeants.
Dans l'arène civile, le programme de Bracero a donné à des milliers de Mexicains la possibilité de travailler aux États-Unis pour soutenir l'effort de guerre des Alliés. Cela leur a également permis d'obtenir la citoyenneté américaine en s'enrôlant dans l'armée.
Pendant ce temps, le gouvernement mexicain se prépara par la formation de 100 000 Charros pour empêcher toute future attaque de l'Axe. Les Charros furent originaires de protecteurs d'haciendas et représentaient des cavaliers prêts à toute urgence ou attaque.